# Nouvion
Nouvion ist eine französische Gemeinde mit 1.207 Einwohnern (Stand 1. Januar 2022) im Département Somme in der Region Hauts-de-France. Sie gehört zum Arrondissement Abbeville und ist Hauptort des Kantons Abbeville-1. Nouvion ist Schauplatz der Sitcom ’Allo ’Allo!. Hier entspringt das Flüsschen Dien. Das Gemeindegebiet liegt im Regionalen Naturpark Baie de Somme Picardie Maritime.

## Bevölkerungsentwicklung

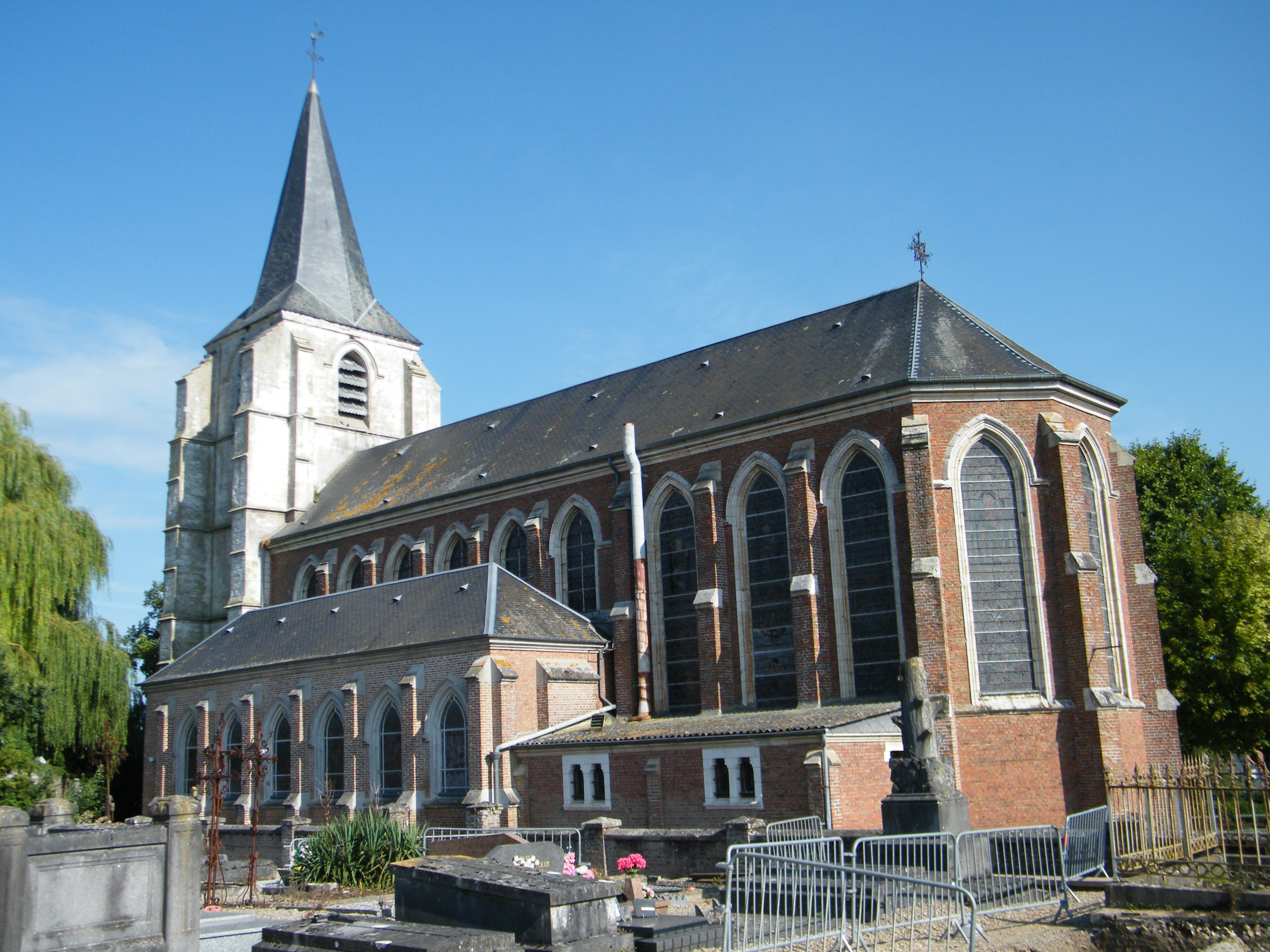
Kirche Saint-Maurice

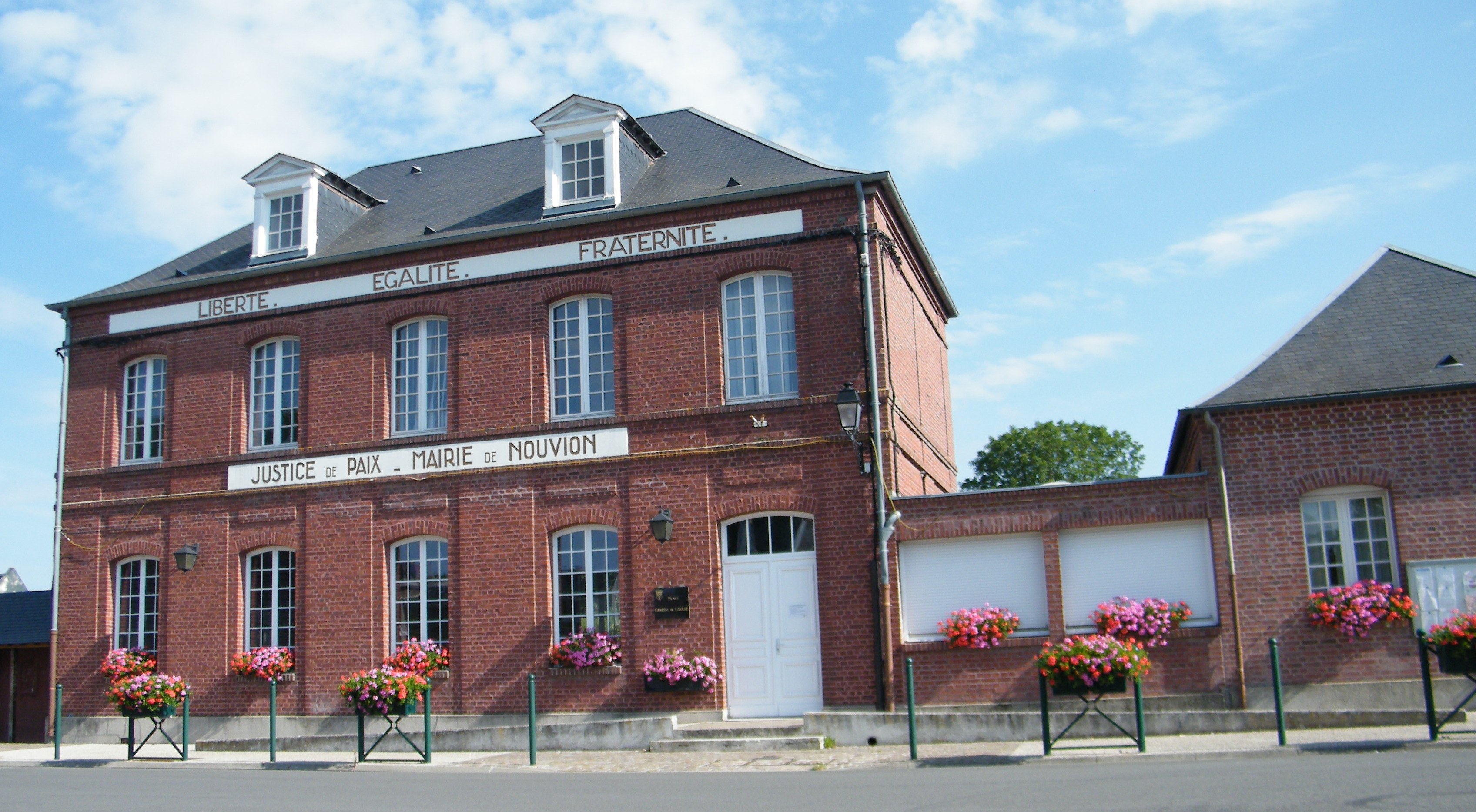
Mairie

- 1962: 0906
- 1968: 1026
- 1975: 1004
- 1982: 1102
- 1990: 1232
- 1999: 1210
- 2018: 1288

## Persönlichkeiten
- Louis-Augustin Legrand de Laleu (1755–1819), Rechtsgelehrter